# (3197) Weissman
(3197) Weissman (1981 AD) – planetoida z grupy pasa głównego asteroid okrążająca Słońce w ciągu 4,35 lat w średniej odległości 2,66 au. Odkryta 1 stycznia 1981 roku.